# PL-5

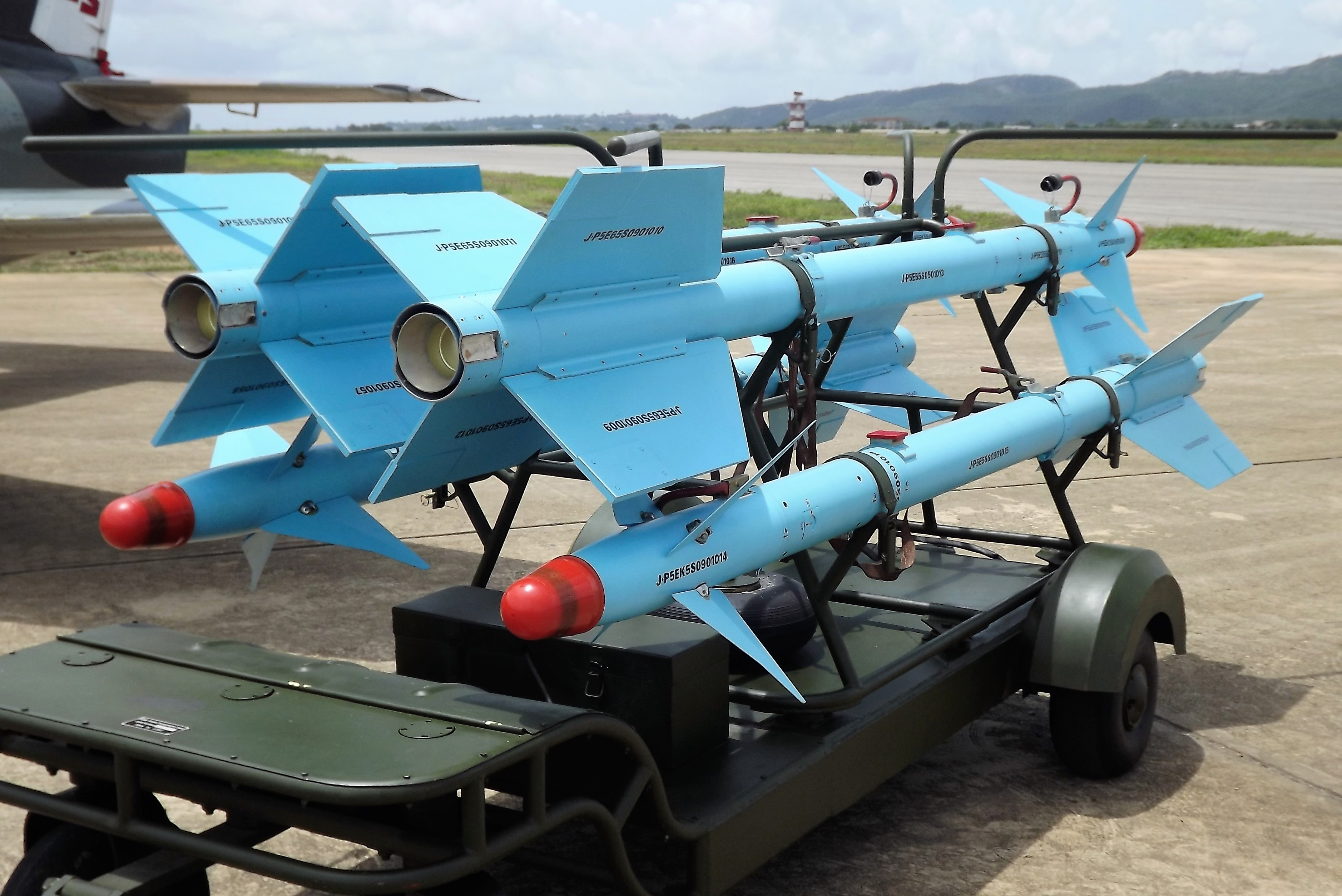
PL-5-Raketen der venezolanischen Luftwaffe

Die PL-5 ist eine chinesische Kurzstrecken-Luft-Luft-Rakete.

## Entwicklung
Die Entwicklung der PL-5 wurde im April 1966 begonnen, erste Test fanden ab 1967 statt. Es war sowohl eine Infrarot- als auch eine semiaktiv gelenkte Version vorgesehen. Das Programm kam nur schleppend voran, was zum einen an technischen Schwierigkeiten, zum anderen an den Folgen der Kulturrevolution lag. Der erste Startversuch unter Einsatzbedingungen fand 1983 statt. Trotzdem wurde die Entwicklung eingestellt, da das Militärbudget zugunsten der wirtschaftlichen Entwicklung gekürzt wurde. Allerdings überlebte die infrarotgelenkte Version PL-5B die Kürzungen und wurde 1986 zertifiziert. Die Rakete wurde in den späten 1990er-Jahren eingeführt, um die veraltete PL-2 zu ersetzen. Das Lenkungssystem und der Suchkopf wurden in der Anfangsversion allerdings nur geringfügig modernisiert. Der Aufbau der Rakete ähnelt dem der AIM-9G Sidewinder.

## Varianten
- PL-5C: Stabilere Zelle, was Manöver mit höheren g-Kräften ermöglicht.
- PL-5E: „All-aspect“-Fähigkeiten (kann Ziele aus allen Richtungen angreifen).

## Plattformen
- J-5 (MiG-17 Fresco)
- J-6 (MiG-19 Farmer)
- J-7 (MiG-21 Fishbed)
- A-5 Fantan

## Exportkunden
Albanien, Bangladesch, Myanmar, Ägypten, Iran, Irak, Pakistan, Sri Lanka, Sudan, Tansania, Simbabwe, Venezuela.

## Technische Daten
| System              | PL-5B                           | PL-5E                            |
| ------------------- | ------------------------------- | -------------------------------- |
| Länge               | 3,13 m                          | 2,89 m                           |
| Durchmesser         | 0,127 m                         | 0,127 m                          |
| Spannweite          | 0,657 m                         | 0,657 m                          |
| Startgewicht        | 148 kg                          | 83 kg                            |
| Geschwindigkeit     | Mach 2,2                        | Mach 2,2                         |
| Maximale Reichweite | 16 km                           | 18 km                            |
| Minimale Reichweite | 1,3 km                          | 0,5 km                           |
| Lenkung             | Infrarot                        | „All-aspect“-Infrarot            |
| Gefechtskopf        | 6 kg (Näherungszünder IR/Radar) | 10 kg (Näherungszünder IR/Radar) |
| Belastungsgrenze    | 20g (30g bei PL-5C)             | 40g                              |